# Aristaeomorpha foliacea
La gamba vermella o gamba roja (Aristaeomorpha foliacea) és una espècie de crustaci decàpode marí de la família Aristeidae.

## Morfologia
És una gamba de dimensions mitjanes, que pot arribar a fer fins 22,5 cm. Els mascles són més petits que les femelles i no arriben als 20 cm.

## Ecologia
Viu en fondàries fangoses, està distribuïda en tots els oceans. És comuna en el Mediterrani. Viu entre els 250 i 1.300 m de fondària.
Menja sobretot invertebrats marins, en particular krill.